# Angarogramma incertum
Angarogramma incertum là một loài côn trùng trong họ Kalligrammatidae thuộc bộ Neuroptera. Loài này được Ponomarenko miêu tả năm 1984.